# Drilonereis filum
Drilonereis filum är en ringmaskart som först beskrevs av Jean Louis René Antoine Édouard Claparède 1868.  Drilonereis filum ingår i släktet Drilonereis och familjen Oenonidae. Arten är reproducerande i Sverige. Inga underarter finns listade i Catalogue of Life.